# Tanár úr kérem!
Mátyássy Áron T.Ú.K. – Tanár úr kérem! című tévéfilmjét 2011 tavaszán tűzte műsorára a Magyar Televízió. Mátyássy és a forgatókönyvíró Köbli Norbert, Karinthy Frigyes két művét, a Tanár úr kérem című humoreszk gyűjteményt, valamint az Utazás a koponyám körül című önéletrajzi regényt alakították át egy Karinthy életrajzaként megjelenő történetté. A készítők a Karinthy-művek mellett Révész György 1970-es Utazás a koponyám körül (fsz.: Latinovits Zoltán, Ruttkai Éva, Sinkovits Imre, Törőcsik Mari) című filmjének bizonyos elemeit is felhasználták.
A film készítésének egyik célja, hogy a Nyugat máig népszerű nagy nevettetőjének egy kevésbé ismert oldalát domborítsák ki.
A tévéfilm a Lógok a szeren című Tanár úr kérem novellával kezdődik, majd a már felnőtt Frigyes mondja el ugyanezen könyvnek a Bevezetőjét. A filmben a valóság és a képzelet keveredik, ezt segítik elő a különös áttűnésű képek, a film alaphangulatát megadó villódzó fények, valamint a helyszínek egymásba érése. A film jelen ideje az Utazás a koponyám körül című regény Karinthy Frigyesének ideje, aki 1936-ban Stockholmban épp egy agyműtéten megy keresztül. Az érzéstelenítő hatására a tudattalanjában megjelenik, a film szerinti párhuzamos időből Frici.

## Szereplők
- Giacomello Roberto mint Karinthy
- Vilmányi Benett mint Frici
- Pindroch Csaba mint Müller/Olivecrona
- Hegedűs D. Géza mint Fröhlich
- Hollósi Frigyes mint Apa
- Hevér Gábor mint Kökörcsin
- Csepregi Brigitta mint Tünde

## Készítők
- Rendező – Mátyássy Áron
- Forgatókönyvíró – Köbli Norbert
- Zeneszerző – Hérincs Dániel
- Operatőr – Győri Márk
- Producer – Koller István, Csortos Szabó Sándor
- Jelmez – Varga Magdolna
- Látványtervező – Pater Sparrow
- Hangmérnök – Pótári József, Dévényi Tamás
- Gyártásvezető – Koller István
- Vágó – Kovács Zoltán